# Dietrich Hahne (Politiker)
Dietrich Hahne (* 28. Juli 1892 in Schwefe; † 5. August 1974 in Welver) war ein deutscher Arzt, Landwirt und Politiker (CDU).

## Leben und Beruf
Hahne, der evangelischen Glaubens war, wurde als Sohn eines Landwirts geboren. Nach dem Abitur nahm er ein Studium der Medizin in Bonn auf, das er mit der Promotion zum Dr. med. beendete. Seit dem Studium gehörte er der Burschenschaft der Norddeutschen und Niedersachsen an. Nach dem Examen übernahm er den elterlichen Hof und war als praktischer Arzt tätig.

## Politik
Während der Zeit der Weimarer Republik war Hahne Mitglied der DNVP, für die er bis 1933 dem Gemeinderat von Schwefe und auch dem Kreistag angehörte. 
1945 schloss Hahne sich der CDU an. Im selben Jahr wurde er Amtsbürgermeister (bis 1949). Zeitweilig war er auch stellvertretender Landrat und auch wieder Kreistagsabgeordneter. Er gehörte dem Deutschen Bundestag vom 7. Dezember 1959, als er über die Landesliste der CDU Nordrhein-Westfalen für den ausgeschiedenen Abgeordneten Fritz Hellwig nachrückte, bis 1961 an.